# بيتيونفيل
بيتيونفيل هي مدينة من مدن هايتي. يبلغ عدد سكانها 376,834 نسمة وذلك حسب إحصائيات سنة 2015 . تبلغ مساحتها 165.49 كم².

## توأمة
لبيتيونفيل اتفاقيات توأمة مع:
- نانت

## أعلام
- لويس بورنو
- ستينيو فنسنت
- جيمي جان-لويس